# Brachycyrtus noggius
Brachycyrtus noggius är en stekelart som beskrevs av Ian D. Gauld och Ward 2000. Brachycyrtus noggius ingår i släktet Brachycyrtus och familjen brokparasitsteklar. Inga underarter finns listade.